# Diario in Bolivia
Diario del Che en Bolivia, conosciuto anche come Diario in Bolivia, è uno dei diari di Ernesto Guevara. Venne pubblicato da "Instituto del Libro", a L'Avana, nel 1968 con il titolo: El diario del Che en Bolivia: noviembre 7, 1966 a octubre 7, 1967.

## Il libro
Il Diario in Bolivia è l'ultimo scritto di Ernesto Guevara. Pubblicato nel 1968 dal governo cubano narra gli ultimi mesi di vita trascorsi dal Che sulle montagne della Bolivia. Lì Guevara stava conducendo la guerriglia contro la dittatura militare di Barrientos, e proprio in Bolivia Guevara troverà la morte l'8 ottobre del 1967: solo il giorno prima Guevara aveva scritto l'ultima pagina del suo diario.
Nella prefazione all'edizione italiana Fidel Castro racconta che del diario, caduto nelle mani dei militari boliviani, furono fatte più copie. Una di queste giunse a Cuba dove fu dato alle stampe e pubblicato contemporaneamente in Italia, Francia, Germania, Stati Uniti, Cile e Messico.

## Edizioni
- Ernesto Guevara, Diario in Bolivia, Universale Economica Feltrinelli, Feltrinelli, 1969,  p. 222, ISBN 88-07-80580-4.